# カウラ島

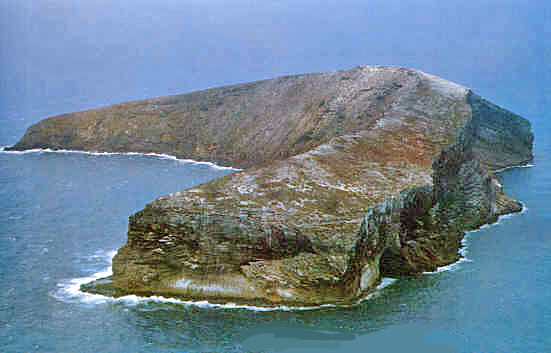
カウラ島

カウラ島(Kaula Island)はハワイ諸島に属する小島。ニイハウ島から37キロ西南西に位置しており、ホノルルからは278キロ西の場所、北緯20度39分、西経160度31分30秒にある。
1934年に計測された米国の測地測量地図によると最高峰は171メートル、広さは0.55km2の三日月状。
古いハワイの伝説にも出てくるので、古代からその存在は知られていたが、通年的な居住はされておらず、祭壇状の遺跡があるところから聖域として使用されていたのではないかという推測がある。
島はその位置がホノルルからアジアへ行く航路上にあったため、灯台建設の必要性が論じられ1921年にその責任者であったA.E.Arledgeが訪れたが上陸することはできなかった。1923年、米国海軍の軍艦からボートで接近が試みられ、上陸に成功した。